# Eol
Eol sau Aeolus (în greaca veche Αἴολος / Aíolos) este zeul vântului în mitologia greacă și mitologia romană.